# Goederenbeurs

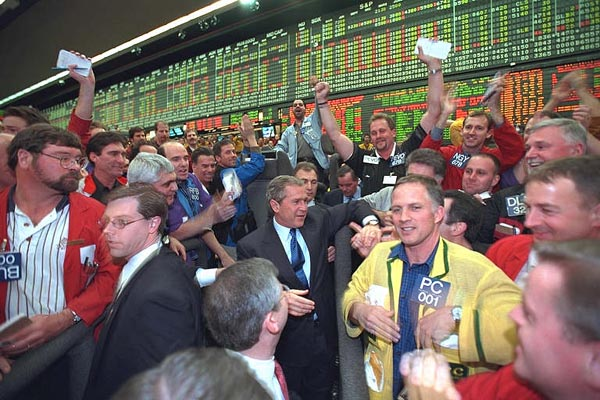
De voormalige Amerikaanse president George W. Bush bezoekt de handelsvloer van de Chicago Mercantile Exchange in 2001

Een goederenbeurs is een fysieke of virtuele marktplaats waar goederen zoals graan, aardolie en goud verhandeld worden. Daarnaast kunnen er ook niet-tastbare zaken verhandeld worden, zoals derivaten van goederen en uitstootrechten.
Op de meeste goederenbeurzen worden landbouwproducten en andere grondstoffen verhandeld, zoals graan, gerst, suiker, maïs, katoen, wol, cacao, koffie, zuivel, vee, hout, aardolie en metaal. Meestal worden de goederen niet direct verhandeld, maar worden termijncontracten op de goederen verhandeld, zoals futures en opties op futures. De handel in futures en andere derivaten is zo belangrijk geworden dat een goederenbeurs ook wel futuresbeurs, optiebeurs of derivatenbeurs genoemd wordt. 
Een future is een contract om een bepaalde hoeveelheid van een bepaald goed, bijvoorbeeld maïs, in een bepaalde maand te leveren. De maisboer kan een future verkopen op maïs die pas enkele maanden later geoogst zal worden, en een bepaalde prijs voor die maïs garanderen. Dit geeft zowel de boer als de koper bescherming tegen plotselinge veranderingen in de prijs. Speculanten en beleggers kopen en verkopen futurescontracten om er winst op te maken. De meeste futures komen nooit tot fysieke levering, maar worden tegen het eind van de termijn "weggestreept" door het aangaan van een identiek maar omgekeerd contract.
Oorspronkelijk verliep de handel op een drukke handelsvloer, waar beurshandelaren door middel van schreeuwen en handsignalen met elkaar communiceerden over aan- of verkopen. Op de London Metal Exchange, een goederenbeurs voor metalen in Londen, wordt nog steeds van dit systeem gebruikgemaakt. Inmiddels zijn de meeste goederenbeurzen overgegaan op elektronische systemen, zoals Globex en CATS.
De grootste goederenbeurs ter wereld is waarschijnlijk de in Chicago gevestigde CME Group, ontstaan in 2007 na een fusie tussen de Chicago Mercantile Exchange en de Chicago Board of Trade. Een jaar later nam het tevens de New York Mercantile Exchange (NYMEX) over.

## Nederland
In Nederland werd het belang van een goederenbeurs vroeg ingezien. In Amsterdam werd in 1611 de Koopmansbeurs gebouwd, gevolgd door de Korenbeurs (1616/1617) voor de bloeiende handel in graan. In de Beurs van Berlage (1903) was de goederenbeurs de grootste van de vier in het gebouw gevestigde beurzen.
Vandaag de dag wordt in Amsterdam op de beurs APX-ENDEX energie (elektriciteit en gas) verhandeld, en op de Climex-beurs worden emissierechten verhandeld. De formeel in Amsterdam gevestigde Europese beursmaatschappij Euronext verhandelt goederen en derivaten via Euronext.liffe.

## België
In België werd de Belgium Futures and Options Exchange (BELFOX) in 2003 overgenomen door Euronext. In 2007 werd een nieuwe goederenbeurs in Brussel geopend onder de naam NYSE Euronext - Euronext Brussels Derivatives Exchange.